# Igreja de São Martinho de Friastelas
A Igreja de São Martinho de Friastelas uma igreja situada na freguesia de Friastelas, em Ponte de Lima. A construção original data do século XII. Embora ainda exiba elementos românicos, passou por várias intervenções ao longo dos séculos. A primeira grande intervenção ocorreu no período barroco, a qual alterou significativamente a estrutura e a decoração interior e exterior.
No interior, a igreja contém diversas peças escultóricas, destacando-se o altar-mor e a talha barroca adicionados durante as renovações. A fachada possui uma torre sineira, também da mesma época. Em 1967, a igreja foi classificada como Imóvel de Interesse Público. Em 1990 foi alvo de um projeto de arranjo urbanístico com o objetivo de valorizar a estrutura e a envolvente paisagística.